# Квіти на скелях
Кві́ти на ске́лях — ландшафтний заказник місцевого значення в Україні. Розташований на території Новоукраїнського району Кіровоградської області, при західній околиці міста Новоукраїнка. 
Площа — 5 га. Статус присвоєно згідно з рішенням Кіровоградської обласної ради № 897 від 26.10.2010 року. Перебуває у віданні: Новоукраїнська районна державна адміністрація. 
Статус присвоєно для збереження мальовничого крутого схилу долини річки Чорний Ташлик з виходами гранітів. Верхів'я схилу вкрите степовою рослинністю, де трапляється ковила волосиста, занесена до Червоної книги України.